# Kalános utca
A kolozsvári Kolozsmonostor lakótelep, az egykori Kolozsmonostor település utcájának a neve. Az utca a Monostori út végétől indul, a kolozsmonostori Kálvária templommal szemközti Cigánypatak völgyén, majd jobbra kanyarodva a Gálcser nevű erdő alatt nyugat felé a város széléig jut el. A Cigánypatak völgye az 1980-as évekig sikátorszerű volt, azota az új lakótelep egyik forgalmas része lett. Az utcában éltek a kanálfaragással foglalkozó idetelepített cigányok.

## Névtörténet
Nevét az itt 1895-ig önálló Kolozsmonostor szélén, valószínűleg a XIX. század elején letelepedett cigányok kalán/kalány szavunkból képzett, kalányosnak ’kanálfaragó’ mondott mestersége nyomán kapta. Az ismeretlen eredetű szó kanál változata csak igen későn honosodott meg a köznyelvben. Ma viszont a kalán/kalány tájnyelvi.
1904: Kalányos utcza; 1910: Kalányos utca; 1917: Kalányos utca; 1923: Str. Lingurarilor (lingurar 1. ’kanalas, kanálkészítő’, 2. ’cigány’); 1933: Str. Lingurarilor; 1941: Kalános utca; 1945: Kalános utca; Str. Lingurarilor – Kalános utca; 1957: Str. Lingurarilor – Kalános utca; 1964: Str. Lingurarilor; 1968: Str. Lingurarilor; 1980: Str. Lingurarilor; 1987: Str. Lingurarilor; Str. Primăverii; 1999–2005: Str. Maresal Ion Antonescu.
Az utca ma Primăverii út néven szerepel, ami tavaszt jelent.